# Tarsotropidus stelzli
Tarsotropidus stelzli är en skalbaggsart som beskrevs av Karl Adlbauer 1993. Tarsotropidus stelzli ingår i släktet Tarsotropidus och familjen långhorningar.
Artens utbredningsområde är Senegal. Inga underarter finns listade i Catalogue of Life.